# Metropolia Taunggyi
Metropolia Taunggyi – jedna z 3 metropolii Kościoła Rzymskokatolickiego w Mjanmie. Została erygowana 17 stycznia 1998.

## Diecezje
- Archidiecezja Taunggyi
  - Diecezja Kengtung
  - Diecezja Loikaw
  - Diecezja Pekhon
  - Diecezja Taungngu

## Metropolici
- Matthias U Shwe (1989-2015)
- Basilio Athai (2016-)